# 尾叶血桐
尾叶血桐（学名：Macaranga kurzii）为大戟科血桐属下的一个种。

## 扩展阅读
- 維基物種上的相關：尾叶血桐